# Charles Stinson
Pour les articles homonymes, voir Stinson.
Sir Charles Alexander Stinson, né à Levuka le 22 juin 1919 et mort le 2 novembre 1989, est un homme politique fidjien.

## Biographie
Le septième de neuf enfants d'une famille d'origine européenne établie aux Fidji, il est éduqué à la grammar school de Suva. Il quitte l'école à l'âge de 15 ans et travaille comme mineur dans la mine d'or de Vatukoula (en). Il travaille ensuite comme vendeur pour un magasin de voitures, avant de s'engager dans la Royal Navy au début de la Seconde Guerre mondiale.
En 1947 il est élu au conseil municipal de Suva. Au milieu des années 1950 il devient l'agent aux Fidji des entreprises japonaises Canon, Seiko et Sony, grâce à sa relation avec Takeshi Mitarai (en), le cofondateur de Canon, qu'il a rencontré aux îles Salomon durant la Seconde Guerre mondiale. En 1959 il est élu maire de Suva. Cette même année, durant les grèves organisées par les syndicalistes James Anthony et Apisai Tora, sa boutique est vandalisée ; le lendemain, Apisai Tora et d'autres grévistes viennent l'aider à nettoyer. Stinson et Tora demeureront amis.
En 1962, Charles Stinson est fait officier de l'ordre de l'Empire britannique. Il se présente sous les couleurs du parti de l'Alliance aux élections législatives de 1966 et est élu au Conseil législatif. La colonie à cette date obtient progressivement son autonomie politique, et Ratu Sir Kamisese Mara, chef du parti de l'Alliance et désormais chef du Conseil exécutif, le nomme membre responsable des communications et des travaux publics au Conseil exécutif. En 1967 le Royaume-Uni accorde aux Fidji un gouvernement responsable, et Charles Stinson devient le ministre des Communications, des Travaux publics et du Tourisme dans le gouvernement de Ratu Mara. Il est ainsi responsable de nouvelles autoroutes reliant Suva à Nadi et à Nausori, alors que de l'extension de l'aéroport international de Nadi. En 1969, il est fait compagnon de l'ordre de Saint-Michel et Saint-Georges. Le pays accède à l'indépendance en 1970, sous ce gouvernement,,.
Après l'indépendance, Ratu Mara remanie son gouvernement et nomme Charles Stinson ministre des Finances,. En 1979 il est fait chevalier commandeur de l'ordre de l'Empire britannique par la reine des Fidji, Élisabeth II. Ayant été réélu député à la Chambre des représentants en 1972 et en 1977, il ne se représente pas aux élections de 1982, cédant sa circonscription à son fils Peter Stinson, qui y est élu puis est nommé ministre de l'Énergie et des Ressources minières par le Premier ministre Ratu Mara,.
Charles Stinson meurt d'un cancer sept ans plus tard, à l'âge de 70 ans.